# Музей Дюпюитрена
Музей Дюпюитрена (фр. musée Dupuytren) — музей патологической анатомии в VI округе Парижа. Основан в 1835 году деканом медицинского факультета Парижского университета Матьё Орфила́ (1787—1853) — врачом и химиком, профессором, основоположником судебной токсикологии. Назван в честь Гийома Дюпюитрена — французского хирурга, профессора медицины Парижского университета, завещавшего часть своего имущества кафедре и музею патологической анатомии.

## Коллекция

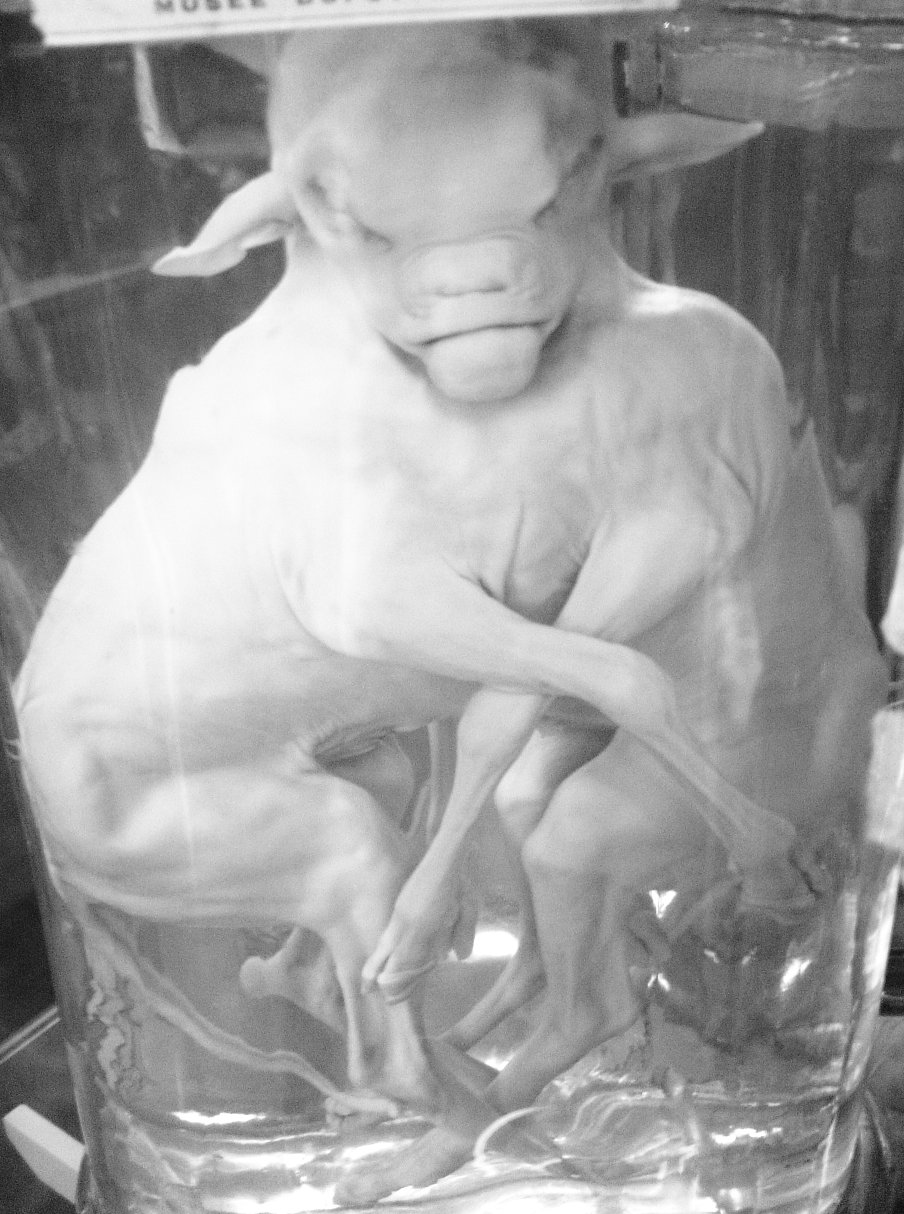
Сиамские близнецы коровы

В музее представлено более 6000 объектов, в том числе множество скелетов, сотни банок с заспиртованными эмбрионами.
Развитие медицины неоднозначно сказалось на значимости музея. С одной стороны, появление микробиологии, иммунологии, и общее развитие медицинской науки сделало устаревшими методы, основанные на внешнем наблюдении плода. Одновременно это же практически привело к исчезновению целого ряда патологий: в настоящее время медики редко доводят до родов эмбрионы с патологиями развития, редкое исключение — сиамские близнецы, которых иногда удаётся спасти. С этой точки зрения музей представляет огромный исторический и академический интерес.
Будущее музея неясно. Финансирование его факультетом медицины Парижского университета (Paris VI) прекращено, денег от посетителей не хватает не только на расширение, но даже на поддержание коллекции. В музее нет даже каталога экспонатов, многие экспонаты выставлены без этикеток, потерявшихся во время многочисленных переездов.

## Музей Орфила
Часть бывшей коллекции медицинского факультета Парижского университета находится в музее Орфила́ (фр. Musée Orfila), организованном также Матьё Орфила́ в 1844 году и открытом для свободного посещения в 1847 году. Находится по адресу 45, rue des Saints-Pères, 75006 Paris. В основном речь идёт о заспиртованных экспонатах для сравнительной анатомии.